# Туляганов, Карим Алимшанович
Кари́м Алимша́нович Туляга́нов (27 августа 1973, Ташкентская область) — узбекский боксёр средней весовой категории, выступал за сборную Узбекистана в 1990-е годы. Бронзовый призёр летних Олимпийских игр в Атланте, чемпион Центральноазиатских игр, обладатель бронзовой медали чемпионата Азии, многократный победитель и призёр национального первенства. В период 1999—2002 во втором среднем весе боксировал на профессиональном уровне, но без особых достижений, проиграл почти все свои поединки. Удостоен почётного звания «Заслуженный спортсмен Республики Узбекистан», за большие заслуги в спорте награждён орденом «Мехнат шухрати».

## Биография
Карим Туляганов родился 27 августа 1973 года в Ташкентской области. Активно заниматься боксом начал в специализированной детско-юношеской спортивной школе олимпийского резерва при стадионе «Пахтакор», тренировался под руководством таких специалистов как Феликс Пак и Хасан Мухамедов. Впервые добился мировой известности в 1995 году, когда в средней весовой категории завоевал золотую медаль на Центральноазиатских играх в Ташкенте, позже взял бронзу на чемпионате Азии в Таиланде. В 1996 году выиграл чемпионат Узбекистана и благодаря череде удачных выступлений удостоился права защищать честь страны на летних Олимпийских играх 1996 года в Атланте, где дошёл до стадии полуфиналов, проиграв американцу Дэвиду Риду, который в итоге и стал чемпионом.
После окончания этих соревнований Туляганов ещё в течение нескольких лет представлял сборную на различных международных турнирах, однако в последнее время уже на показывал достойных результатов. Последнее его достижение в любительском боксе — серебряная медаль на чемпионате Узбекистана 1999 года. Покинув национальную команду, спортсмен решил попробовать себя на профессиональном ринге, в течение двух лет провёл во второй средней весовой категории несколько боёв, но почти все проиграл, поэтому в 2002 году окончательно оставил ринг. В настоящее время приглашается на боксёрские матчи в качестве судьи, является лейтенантом запаса.